# Beraldia aurifacies
Beraldia aurifacies är en tvåvingeart som beskrevs av Robineau-desvoidy 1863. Beraldia aurifacies ingår i släktet Beraldia och familjen parasitflugor.
Artens utbredningsområde är Frankrike. Inga underarter finns listade i Catalogue of Life.